# 麻生釣駅
麻生釣駅（あそづるえき）は、かつて大分県玖珠郡九重町大字菅原に設置されていた、日本国有鉄道（国鉄）宮原線の駅（廃駅）である。宮原線の廃止に伴い、1984年（昭和59年）12月1日に廃駅となった。

## 歴史
- 1954年（昭和29年）3月15日：宮原線の宝泉寺駅 - 肥後小国駅間延伸開業に伴い、設置[1]。旅客のみ取り扱い[1]。
- 1961年（昭和36年）10月1日：無人駅化[1]。
- 1984年（昭和59年）12月1日：宮原線の全線廃止に伴い、廃駅となる[1]。

## 駅構造
廃止時点で、単式ホーム1面1線を有する無人駅であった。

## 利用状況
廃止前の各年度の1日平均乗車人員は以下の通りである。
| 年度               | 1日平均 乗車人員 |
| ------------------ | ---------------- |
| 1975年（昭和50年） | 12               |
| 1980年（昭和55年） | 16               |
| 1984年（昭和59年） | 18               |

## 遺構
駅跡は現在、自然回帰が進行しており、駅の痕跡を辿るのは困難を極める。近くを国道387号が通り、駅より100m程の場所の路側帯の隅に駅入り口の道が残っている。ただし、車では駅跡に行けない。

## その他
- 映画『男はつらいよ 寅次郎わが道をゆく』（1978年公開）のロケ地として使用された[2]。
- 最寄りバス停の名称は「あそうづる」である。
- 1968年制作の『生活のなかの鉄道 〜ローカル線〜』で当駅の様子が紹介されている。

## 隣の駅
日本国有鉄道
宮原線
宝泉寺駅 - 麻生釣駅 - 北里駅